# Schweizerische Union für Labormedizin
Die Schweizerische Union für Labormedizin (SULM) ist die Dachorganisation aller Schweizer Gesellschaften die im Bereich der Labormedizin aktiv sind. Sie wurde 1990 gegründet und bezweckt „als Dachverband die schweizerischen Institutionen und Verbände der Laboratoriumsmedizin, insbesondere gegenüber der Ärzteschaft, der Bevölkerung und den Behörden“ zu vertreten.